# 316 Goberta
316 Goberta este un asteroid din centura principală, descoperit pe 8 septembrie 1891, de Auguste Charlois.